# Bigfoot Presents: Meteor and the Mighty Monster Trucks
Bigfoot Presents: Meteor and the Mighty Monster Trucks è una serie televisiva statunitense e canadese.
Prodotta dalla Endgame Entertainment, CCI Entertainment, Big Bang Digital Studios, Brandissimo! e Discovery Kids, è stata trasmessa originariamente dal 23 settembre 2006 all'11 ottobre 2008 su Discovery Kids.
Ai Premi Emmy 2007 la serie è stata nominata nella categoria "Outstanding Special Class Animated Program".